# Weicheng (häradshuvudort i Kina, Shaanxi, lat 34,33, long 108,72)
Weicheng (kinesiska: 渭城, 渭城区) är en häradshuvudort i Kina. Den ligger i provinsen Shaanxi, i den nordvästra delen av landet, omkring 18 kilometer nordväst om provinshuvudstaden Xi'an. Antalet invånare är 438 327. Befolkningen består av 214 910 kvinnor och 223 417 män. Barn under 15 år utgör 12,0 %, vuxna 15-64 år 79 %, och äldre över 65 år 8,0 %.
Runt Weicheng är det tätbefolkat, med 530 invånare per kvadratkilometer. Närmaste större samhälle är Xianyang, 1,5 km nordväst om Weicheng. Trakten runt Weicheng består till största delen av jordbruksmark.
Genomsnittlig årsnederbörd är 669 millimeter. Den regnigaste månaden är september, med i genomsnitt 149 mm nederbörd, och den torraste är december, med 1 mm nederbörd.